# Куче водач
Кучетата водачи са кучета асистенти, обучени да водят незрящи или хора с увредено зрение около препятствия. Въпреки че кучетата могат да бъдат обучени да се придвижват през различни препятствия, те са червено-зелени далтонисти и не могат да разпознават уличните знаци. Някои обучителни организации помагат на своите ползватели като учат кучетата водачи да различават звуково сигналната смяна на пешеходните светофари.
Човекът ръководи въз основа на умения, придобити чрез предишно обучение за мобилност. Водачът може да се оприличи на навигатор на самолет, който трябва да знае как да стигне от едно място до друго, а кучето е пилотът, който ги отвежда безопасно до там. В няколко страни кучетата водачи, както и повечето други служебни кучета, са освободени от разпоредбите срещу присъствието на животни на места като ресторанти и обществен транспорт.

## История
Позоваванията на служебни животни датират най-малко от средата на 16 век. Вторият най-често срещан ред от популярната стихотворна азбука „A was an Archer“ („А е за стрелец“ б.пр.) е „B was a Blind-man/Led by a dog“ („Б е за незрящ/ воден от куче“ б. пр.). В романа в стихове на Елизабет Барет Браунинг от 19-ти век „Аврора Лий“ главният герой отбелязва: „Слепият ходи, където кучето го дърпа / И така отговорих“. Кучетата водачи също се споменават в „Коледна песен“ на Чарлз Дикенс: „Дори кучетата на слепите хора изглежда го познаваха; и когато го видяха да се приближава, дърпаха стопаните си по вратите и нагоре по дворовете; и след това размахваха своите опашки, сякаш казваха: „Без око е по-добре от зло, тъмен господарю! '
Доказателства сочат, че кучетата може да са били използвани като водачи за хора с увредено зрение базирано на изображения на незрящ, воден от кучето си върху стената на къща в Херкулан, погребана при изригването на Везувий през 79 г. сл. н. е. Това и други визуални изображения показват, че кучетата са били обичайни спътници на незрящите от хиляди години. Ще бъдат необходими допълнителни материални доказателства, за да се оцени положително използването им конкретно като водачи.
Първите училища за обучение на служебни кучета са създадени в Германия по време на Първата световна война, за да подобрят мобилността на завръщащите се ветерани, които са били ослепени в битка. Интересът към служебните животни извън Германия не стана широко разпространен, докато Дороти Харисън Юстис, американски развъдчик на кучета, живеещ в Швейцария, не написа разказ от първа ръка за училище за обучение на служебни животни в Потсдам, Германия, който беше публикуван в The Saturday Evening Post през г. 1927 г. Същата година американският сенатор Томас Д. Шал от Минесота беше сдвоен със служебно животно, внесено от Германия, което беше обучено от собственика на LaSalle Kennels, Джак Синикин от Минесота.
Движението за служебни животни не се наложи в Америка, докато жителят на Нешвил Морис Франк не се върна от Швейцария, след като беше обучен с едно от кучетата на Юстис, женска немска овчарка на име Бъди. Франк и Бъди предприеха рекламна обиколка, за да убедят американците в способностите на служебните животни и необходимостта да се позволи на хората със служебни животни да имат достъп до обществен транспорт, хотели и други места, отворени за обществеността. През 1929 г. Юстис и Франк съосновават училището The Seeing Eye в Нешвил, Тенеси (преместено през 1931 г. в Ню Джърси).
Първите служебни животни във Великобритания са немските овчарки. Четири от тях първи бяха Флаш, Джуди, Мета и Фоли, които бяха предадени на новите си собственици, ветерани, ослепели през Първата световна война, на 6 октомври 1931 г. в Уолъси, Мърсисайд. Новият собственик на Джуди беше Мъсгрейв Франкланд. През 1934 г. Асоциацията на кучетата водачи на слепите във Великобритания започва да функционира, въпреки че техният първи постоянен треньор е руски военен офицер, капитан Николай Ляхов, който се премества в Обединеното кралство през 1933 г.
Елиът С. Хъмфри беше животновъд, който обучи първите кучета водачи за слепи, използвани в Съединените щати. Хъмфри беше нает да развъжда немски овчарки в център в Швейцария, който беше създаден от Дороти Харисън Юстис от Филаделфия и започна работата, която доведе до програмата Seeing-Eye Dog.
Първите кучета, произведени в центъра, известни като Fortunate Fields, са използвани за военна и полицейска работа и за проследяване на изчезнали хора. Тогава Хъмфри обучава немски овчарки да водят слепи.
Германците бяха разработили програма за кучета водачи по време на Първата световна война, но г-н Хъмфри измисли различни процедури и именно негови се следват в Съединените щати.

## Проучване
Важни проучвания върху поведението и методите на обучение на служебни животни са направени през 1920-те и 1930-те години от Jakob von Uexküll и Emanuel Georg Sarris. Те проучиха стойността на служебните животни и въведоха съвременни методи на обучение. Има също така важни проучвания за дискриминацията, изпитвана от хора, които използват животни-служители и помощници.

## Породи
Породите кучета водачи се избират по темперамент и възможност за обучение. В момента голдън ретривъри, лабрадори, стандартни пудели, немски овчарки и кръстоски голдън ретривър/лабрадор са най-вероятно да бъдат избрани от съоръженията за служебни животни.
Най-популярната порода, използвана днес в световен мащаб, е лабрадор ретривър. Тази порода има добър диапазон на размери, лесно се отглежда поради късата си козина, като цяло е здрава и има кротък, но доброволен темперамент. Кръстоски като Голдадор (Златен ретривър/Лабрадор), съчетават чувствителността на Голдън Ретривър и толерантността на Лабрадор Ретривър и Лабрадудълс (Лабрадор/Пудели се отглеждат, за да помогнат за намаляване на алергените, тъй като всички породи линеят, но нивата варират) също са често срещани.
Някои училища за кучета водачи, както и някои частни трньори на водачи, са склонни да работят и с породи, избрани от ползвателите, стига кучетата да минат тестовете за темперамент и желание за обучние.
Някои училища, като Guide Dog Federation, са добавили стандартни пудели към своя регистър на породите. Въпреки че немските овчарки някога са били често срещана порода, използвана за водачи, много училища са преустановили използването на тези кучета поради уменията и непоколебимата лидерска роля, изисквани от водача, за да поддържа породата активна и неразрушителна. Немските овчарки също са предразположени към много генетични заболявания и проблеми.

## Достъпност
Въпреки разпоредбите или правилата, които отказват достъп до животни в ресторанти и други обществени места, в много страни служебните животни са защитени от закона и следователно могат да придружават своите водачи на повечето места, които са отворени за обществеността. Законите и разпоредбите се различават по света:
- В Съединените щати Законът за американците с увреждания забранява на всеки бизнес, правителствена агенция или друга организация, която предоставя достъп на широката общественост, да забранява служебните животни, освен когато тяхното присъствие би причинило риск за здравето или безопасността. От религиозните организации обаче не се изисква да предоставят такъв достъп. Дали обучаваните служебни животни имат същите права или не, обикновено зависи от правителството на всеки отделен щат. Освен това Законът за справедливо жилищно настаняване изисква наемодателите да позволяват на наемателите да имат служебни животни, както и други видове помощни животни, в резиденции, които обикновено имат политика за забрана на домашни любимци и че не могат да се начисляват допълнителни такси за такива наематели. Службата за справедливо жилищно настаняване и равни възможности на Министерството на жилищното строителство и градското развитие на САЩ разследва жалби от обществеността, в които се твърди, че са отхвърлени искания за разумно настаняване, включващи животни-помощници.[16]
- В Обединеното кралство Законът за равенството от 2010 г. (Англия, Шотландия, Уелс) и Законът за дискриминацията на хора с увреждания от 1995 г. (Северна Ирландия) предоставят на хората с увреждания еднакви права на услуги, предоставяни от магазини, банки, хотели, библиотеки, кръчми, таксита, и ресторантите като всички останали. Доставчиците на услуги трябва да направят „разумни корекции“, за да се съобразят със собствениците на кучета водачи. Съгласно част 12 от EA и част 5 от DDA е незаконно на собствениците на кучета придружители да бъде отказан достъп до такси или микробус с тяхното куче придружител, но има медицински изключения, ако шофьорите имат сертификат от личния си лекар.[17][18]
- В повечето страни от Южна Америка и Мексико достъпът на служебните животни зависи единствено от добрата воля на собственика или управителя. В по-натоварените от туристи райони служебните животни обикновено се посрещат без проблеми. В Бразилия обаче федерален указ от 2006 г. изисква допускане на служебни животни на всички обществени и отворени за обществени места. Метрото на Федералния окръг е разработило програма, която обучава служебни животни да го возят.
- В Малта Законът за равните възможности от 2000 г. (глава 413) гласи, че е незаконно да се дискриминира човек с увреждания, който се нуждае от помощник, в този случай животно-служебник. Малкото изключение са ресторантските кухни, болничните специални отделения, тоалетните и помещенията, където се отглеждат други животни.[19]
- В Австралия Законът за дискриминацията на хората с увреждания от 1992 г. защитава лицата, които се грижат за служебни животни. Всеки щат и територия има свои собствени закони, които може леко да се различават.[20]
- В Канада служебните животни са разрешени навсякъде, където е разрешено за широката публика. Закони за служебните животни по провинции:
  - Алберта: Закон за правата на слепите хора,[21] Закон за служебните кучета[22]
  - Британска Колумбия: Наръчник за животните[23]
  - Манитоба: Кодекс за правата на човека,[24] Закон за защита на служебните животни[25]
  - Ню Брънзуик: Закон за правата на човека[26]
  - Нюфаундленд и Лабрадор: Закон за правата на слепите хора,[27] Закон за правата на човека[28]
  - Северозападни територии: Закон за правата на човека[29]
  - Нова Скотия: Закон за правата на слепите хора,[30] Закон за правата на човека[31]
  - Нунавут: Закон за правата на човека[32]
  - Онтарио: Закон за правата на слепите хора,[33] Закон за достъпността за жителите на Онтарио с увреждания,[34] Кодекс за правата на човека[35]
  - Остров Принц Едуард: Закон за правата на човека[36]
  - Квебек: Закон за хората с увреждания,[37] Харта за правата и свободите на човека[38]
  - Саскачеван: Кодекс за правата на човека[39]
  - Юкон: Закон за правата на човека[40]
- В Южна Корея е незаконно да се отказва достъп на служебни животни във всички зони, които са отворени за обществеността. Нарушителите се глобяват с не повече от 2 милиона корейски вона .
- В Португалия служебните животни са разрешени навсякъде, където е разрешено за широката публика. Законът – Decreto-Lei n. 74/2007 – Установяване на техните права.[41]
- В Швейцария служебните животни са разрешени навсякъде, където е разрешено за широката публика.
- В Русия служебните животни са разрешени навсякъде, където е разрешено за широката публика. Кучетата водачи са освободени от таксите за билети в градския транспорт.
- В България служебните животни са разрешени навсякъде, освен в стерилни среди (като операционни или лаборатории) и обществени кухни.

## Дискриминация
Тъй като някои мисловни школи в исляма смятат кучетата като цяло за нечисти, мюсюлмански таксиметрови шофьори и собственици на магазини понякога отказват да приемат клиенти, които имат служебни животни, което води до обвинения за дискриминация срещу тях. Въпреки това през 2003 г. Ислямският шариатски съвет, британска организация, която предоставя необвързващи насоки за тълкуване на ислямския религиозен закон, постанови, че забраната за кучета не се прилага за тези, използвани за работа с водачи.
В подразделения на други религии също възниква конфликт. В християнството кучетата също биват смятани за нечисти, което води до отказ за достъп до църковни събития на незрящи с кучета водачи.

## Ползи от притежаването на куче водач
Проучванията показват, че притежаването на домашен любимец или терапевтично животно предлага положителни психологически, социални и физиологични ефекти и кучетата водачи не са изключение. Някои незрящи хора съобщават, че изпитват повишени нива на увереност, по-голямо чувство за сигурност и ценно приятелство от притежаването на кучета водачи. Някои също заявяват, че притежаването на куче водач ги е насърчило да спортуват повече, особено като се разхождат. Това се дължи на желанието за излизане на открито, улеснено от чувството за независимост. Някои незрящи хора твърдят, че срещата с други хора и общуването са по-лесни с куче-водач и е по-вероятно хората да предложат помощ, когато има помощно животно. Животните също могат да доведат до повишени взаимодействия с други хора, осигурявайки лесна тема за разговор. Кучетата водачи може да бъдат по-умишлени от използването на дълъг бастун, когато водят водачите си на непознато място. Животното насочва правилния път, елиминирайки опита и грешката, които потребителите могат да изпитат с бастун. Някои съобщават, че кучетата водачи правят изживяването на непознатото по-релаксиращо. Много слепи хора, използващи куче водач, съобщават, че пътуването е много по-бързо и по-безопасно.
Ползвателите на кучета водачи споделят специална връзка със своето животно. Мнозина съобщават, че животното е член на семейството и често ползвателят отива при неговото животно за утеха и подкрепа. На животното не се гледа като на работно животно, а повече като на верен приятел. Въпреки това е важно да запомните, че кучетата водачи са работни животни и не трябва да бъдат разсейвани или третирани като домашни любимци, докато са на служба.
Ето няколко популярни метода за подпомагане разграничаването на активно работещо куче:
- Кучетата водачи работят основно с нагръдници с твърди даги. Тези нагръдници се наричат гешири и основно се правят от кожа.
- Нагръдници или дрешки с контрастиращ текст.

Винаги е добра идея да се попита за всеки случай.
Хората често имат погрешни схващания за кучетата водачи, включително вярвайки, че работят през цялото време. В действителност кучетата обикновено работят само когато техният водач напусне жилището им. Водачът казва на кучето къде иска да отиде и кучетата са научени на интелигентно неподчинение – блокиране на водача да продължи, когато има опасна ситуация.